# Bliss-Insel
Die Bliss-Insel (russisch Остров Блисса, Ostrow Blissa) ist eine unbewohnte Insel des zu Russland gehörenden arktischen Franz-Josef-Lands.

## Geographie
Mit einer Fläche von 11 km² gehört sie zu den kleineren Inseln Franz-Josef-Lands. Sie ist die südlichste Insel einer Gruppe im Inneren des Archipels zwischen Markham-Sund und Allen-Young-Sund. Die Bliss-Insel ist 5,8 Kilometer lang und bis zu 2,8 Kilometer breit. In ihrem südlichen Teil erreicht sie eine Höhe von 301 Metern. Die Insel ist teilweise vergletschert. Vor ihrer Westspitze Kap Beresford ist ihr die kleine Sub-Insel vorgelagert. Im Norden liegt die Pritchett-Insel, im Osten, getrennt durch den Sadkosund, die Brice-Insel.

## Geschichte
Kap Beresford wurde 1896 von Frederick Jackson nach dem englischen Admiral Charles Beresford benannt, aber als Südkap der Bromwich-Insel angesehen. Erst die Expedition des US-amerikanischen Journalisten Walter Wellman erforschte und kartierte die Bliss-Insel 1899 genauer. Wellman benannte sie nach Cornelius Newton Bliss, der dem Kabinett von US-Präsident William McKinley als Innenminister angehörte, oder nach General Tasker H. Bliss.